# Skuld (norna)
Skuld (norreno: "debito" o "futuro") è una norna della mitologia norrena. Assieme ad Urðr ("Fato") e a Verðandi ("divenire" o "presente") Skuld decide il destino degli uomini.
Nel Vǫluspá, nel Gylfaginning e nel Nafnaþulur appare come una delle Valchirie lottatrici.